# Шуляченко Михайло Михайлович
Миха́йло Миха́йлович Шуляче́нко (10 листопада 1925 — 18 серпня 1998) — радянський військовик, в роки Другої світової війни — розвідник взводу кінної розвідки 73-го гвардійського стрілецького полку 25-ї гвардійської стрілецької дивізії 7-ї гвардійської армії, гвардії червоноармієць. Повний кавалер ордена Слави.

## Життєпис
Народився в селі Гольма Друга, нині — Гольма Балтської міської громади Одеської області, в селянській родині. Українець. Здобув неповну середню освіту.
З початком німецько-радянської війни і окупацією села, перебував на тимчасово окупованій території. До лав РСЧА призваний Балтським РВК у квітні 1944 року. У діючій армії — з 1 травня того ж року. Воював на 2-му Українському фронті.
26 грудня 1944 року гвардії червоноармієць М. М. Шуляченко у складі групи розвідників переправився через річку Дунай в районі міста Вац (Угорщина), першим увірвався до населеного пункту Почмедьяр і гранатами закидав обслугу ворожого кулемета, що дало можливість решті групи вільно увійти до села.
21 січня 1945 року у нічній атаці на укріплений будинок на острові Маргітсігет (у центрі Будапешта) гранатами закидав обслугу кулемета, вогнем з особистої зброї знищив 8 і полонив 6 солдатів супротивника.
У ніч на 19 квітня 1945 року гвардії червоноармієць М. М. Шуляченко з групою розвідників увірвався на станцію Ладендорф (за 25 км на північний схід від міста Корнойбург, Австрія), знищив ворожий кулемет з обслугою і групу солдат супротивника, чим сприяв захопленню станції.
Демобілізувався у квітні 1948 року. Повернувся на батьківщину, у 1963 році закінчив 11 класів вечірньої школи. Працював головою сільської ради, рахівником, бригадиром, секретарем парткому колгоспу. Член КПРС з 1960 року.

## Нагороди
Нагороджений орденами Жовтневої революції, Вітчизняної війни 2-го ступеня (11.03.1985), Трудового Червоного Прапора, Слави 1-го (15.05.1946), 2-го (22.03.1945) та 3-го (09.01.1945) ступенів і медалями.